# 群青領域
『群青領域』（ぐんじょうりょういき）は、2021年10月15日より12月24日まで、毎週金曜日の22時00分 - 22時44分に、NHK総合の「ドラマ10」枠で放送されたテレビドラマ。主演は日本のドラマ初主演のシム・ウンギョン。

## キャスト

### Indigo AREA
元々はインストバンドとして活動していたが、メジャーデビュー時にボーカルとして河西陽樹を迎え入れ、5人組で活動していく。
キム・ジュニ
演 - シム・ウンギョン
キーボード担当
河西陽樹（かさい はるき）
演 - 柿澤勇人
ボーカル担当
一時期、ジュニと交際していた。ソロ活動に注力したいとして、バンドからの脱退宣言を行う。
望月玲二（もちづき れいじ）
演 - 細田善彦
ギター担当
バンドの楽曲の作曲も手掛けている。
五十嵐拓真（いがらし たくま）
演 - 落合モトキ
ドラム担当
ジュニをバンドに誘った張本人。
柳原充（やなぎはら みつる）
演 - 田中俊介
ベース担当
リーダーも務めている。
宮野悦子（みやの えつこ）
演 - 板谷由夏
バンドの人気を底上げさせた、敏腕マネージャー。
川市信一
演 - 大谷亮介
事務所社長
インストバンドだったIndigo AREAにボーカリスト陽樹を加入させた。

### ジュニが海辺の町で出会う人々
小木曽蓮（おぎそ れん）
演 - 若葉竜也
町の下宿「青木荘」の住人
近くの水族館でスタッフとして働いている
元・水中カメラマン。
青木たえ（あおき たえ）
演 - 樫山文枝
「青木荘」の大家
夫を亡くしてからも、一人で宿を続けている。
藤崎つぐみ（ふじさき つぐみ）
演 - 徳永えり
シングルマザー
町内のスーパーでパートタイマーとして働いている。
藤崎将大（ふじさき まさひろ）
演 - 小川和真
つぐみの息子。
小森征司（こもり せいじ）
演 - 阪田マサノブ
ジュニとつぐみが働くスーパーの店長。
花山満代（はなやま みつよ）
演 - 広岡由里子
ジュニとつぐみが働くスーパーの従業員。
島谷奈央（しまたに なお）
演 - 臼田あさ美
「青木荘」の元住人
青木荘で生まれ、その後18歳まで暮らしていた。
高嶋映里（たかしま えり）
演 - 伊東蒼
声を失った高校生
昼間は奈央が勤務する町工場で働いており、夜は夜間高校に通っている

### その他
緋山恵（ひやま めぐみ）
演 - SUMIRE
女優
陽樹の現在の恋人。
ジュニの母
演 - みょんふぁ
韓国でジュニにピアノの英才教育を受けさせる。
火野裕介（ひの ゆうすけ）
演 - 井上祐貴
ジュニの大学時代のサークルの後輩
現在はレイジと暮らしている。
津田尚史
演 - 山路和弘
陽樹が新たに所属する音楽事務所「グローバルアーティストプロダクション」の社長。

### ゲスト
第1話
佐々木
演 - 西丸優子
第5話
ビッケブランカ
演 - ビッケブランカ（本人役）

第6話
大橋洋輔
演 - 東根作寿英
第9話
木村隼人
演 - 小久保寿人

## スタッフ
- 脚本 - 長田育恵[2]、詩森ろば
- 演出 - 植田尚、塚本連平[23]
- 音楽 - 橋口佳奈[2]
- 主題歌 - ビッケブランカ「北斗七星」[24]
- 劇中歌 - 片岡麻沙斗[2]
- 制作統括 - 清水真由美（MMJ）、小松昌代（NHKエンタープライズ）、岡本幸江（NHK）[6]
- 制作 - NHKエンタープライズ
- 製作・著作 - NHK、MMJ

## 放送日程
| 各話   | 放送日   | サブタイトル | 脚本     | 演出     |
| ------ | -------- | ------------ | -------- | -------- |
| 第1話  | 10月15日 |              | 長田育恵 | 植田尚   |
| 第2話  | 10月29日 |              | 長田育恵 | 植田尚   |
| 第3話  | 11月05日 |              | 長田育恵 | 塚本連平 |
| 第4話  | 11月12日 |              | 長田育恵 | 塚本連平 |
| 第5話  | 11月19日 |              | 長田育恵 | 植田尚   |
| 第6話  | 11月26日 |              | 詩森ろば | 塚本連平 |
| 第7話  | 12月03日 |              | 詩森ろば | 塚本連平 |
| 第8話  | 12月10日 |              | 詩森ろば | 植田尚   |
| 第9話  | 12月17日 |              | 詩森ろば | 塚本連平 |
| 最終回 | 12月24日 |              |          |          |